# Ledra nigrolineata
Ledra nigrolineata är en insektsart som beskrevs av Kuoh och Cai 1994. Ledra nigrolineata ingår i släktet Ledra och familjen dvärgstritar. Inga underarter finns listade i Catalogue of Life.